# Lycée franco-qatarien Voltaire
Pour les articles homonymes, voir Lycée Voltaire.

Logo du lycée.

Le lycée franco-qatarien Voltaire (en arabe : المدرسة القطرية - الفرنسية فولتير) est une école internationale mixte située à Doha, Qatar. Elle met en œuvre les programmes officiels du ministère français de l’Éducation nationale, complétés par ceux du Qatar. 
Créé en 2007, le lycée franco-qatarien Voltaire permet aux enfants français, qatariens et de toute autre nationalité vivant à Doha de suivre un cursus français intégrant une composante éducative locale.
L’école est homologuée par le ministère français de l’Éducation nationale  et partenaire de l'AEFE, l'agence pour l'enseignement français à l'étranger . Elle est membre du Council of International School (CIS) . Centre d’épreuves d’examen pour le British Council et pour l’Institut du Monde Arabe.
En 2020, le lycée comporte trois sites à Doha et accueille plus de 1 600 élèves, de la Petite Section à la Terminale. Le lycée Voltaire est un établissement multiculturel au sein duquel 35 nationalités sont représentées . Le site de West Bay accueille des élèves de la maternelle à la classe de quatrième ; celui de Al Waab des élèves de la maternelle au CM 2, et celui de Salwa des élèves de la classe de sixième à la classe de terminale.

## Histoire
Le lycée franco-qatarien Voltaire a été créé en septembre 2007 et a été officiellement inauguré en janvier 2008. L’école est née de la volonté du gouvernement qatarien de créer une structure éducative francophone multiculturelle et cosmopolite. Elle est issue d'une convention internationale signée entre les gouvernements français et qatarien, le 3 mai 2007, qui prévoit la mise en place de l'école. Le président de la République française, Nicolas Sarkozy et le prince héritier du Qatar, Tamim ben Hamad Al Thani, à l'origine de cette création, participent à l'inauguration ,. 
Le docteur Ali Bin Fétais Al-Marri, est le président du conseil d'administration de l’école qui émet les grandes orientations de l’établissement au regard du Projet Voltaire. L’accueil des élèves de toutes les nationalités dont les familles ont fait le choix d’un enseignement des programmes français et de la langue française, en est son principe directeur. 
Le conseil d’administration veille particulièrement à la scolarisation d’enfants de nationalités qatarienne et française (qui représente plus de 65 % des effectifs totaux) afin de soutenir la volonté de l’Etat du Qatar de participer pleinement à l’espace francophone.
Cette politique éducative est couronnée de succès au regard de la croissance des effectifs du lycée (plus de 1 200%) en 13 années et des résultats exceptionnels aux diplômes du DNB et du Baccalauréat français (99% de réussite en cohortes cumulées). 

En septembre 2012, un deuxième site a été créé pour répondre à la croissance forte des effectifs. Celui-ci est inauguré en juin 2013 à Al Waab en présence du président de la République française, François Hollande, et du procureur général le l’Etat du Qatar, le docteur Ali Bin Fétais Al-Marri .
En janvier 2014, une nouvelle convention de partenariat est signée entre le gouvernement qatarien, représenté par de le docteur Ali Bin Fétais Al-Marri, et l’Agence pour l'enseignement français à l'étranger (AEFE), en présence de la ministre déléguée chargée des Français de l’étranger, Hélène Conway-Mouret . L’AEFE fait bénéficier le lycée franco-qatarien Voltaire de son expertise pédagogique et administrative, de ses plans de formation continue des personnels et du suivi pédagogique, avec la venue d’inspecteurs. 
En 2014 pour répondre, une fois encore à la forte croissance des effectifs un troisième site est inauguré à Salwa Road. Ce site permet d’accueillir les élèves de collège et de lycée. C’est en 2017 qu’une première promotion de bacheliers français est formée sur ce site. 